# Paula Barceló Martín
Paula Barceló Martín (Palma, 13 març de 1996) és una esportista palmesana que competeix en vela a les classes Optimist, 470 i 49er FX. Va guanyar una medalla d'or en el Campionat Mundial de Classe 49er de 2020.

## Trajectòria
Va començar a navegar en la classe Optimist a l'edat de 9 anys, al Club Nàutic S'Arenal. L'any 2010, a l'edat de 14 anys, va aconseguir la medalla de bronze en categoria juvenil en el Campionat d'Europa de la classe, celebrat a Kamień Pomorski. Es va canviar a la classe 420 l'any 2012.
El 2015 va començar a competir en la classe 470, amb Sílvia Mas, i a l'agost d'aquest any va obtenir la medalla de plata al Campionat d'Europa juvenil de la classe 470. A l'any següent va participar en el Campionat de Món juvenil, celebrat a Kiel, aconseguint la medalla d'or, i en el Campionat Europeu juvenil, on va guanyar la medalla de bronze.
El gener de 2017 va participar en la Copa d'el Món de Vela, a Miami (EUA), guanyant la medalla de bronze. A finals del mes d'agost d'aquest mateix any va tornar a participar, juntament amb Sílvia Mas, al Campionat de Món juvenil, on van repetir la medalla d'or que havien aconseguit en 2016.

## Palmarès internacional
| Campionat del món | Campionat del món    | Campionat del món | Campionat del món |
| Any               | Lloc                 | Medalla           | Classe            |
| ----------------- | -------------------- | ----------------- | ----------------- |
| 2020              | Geelong ( Austràlia) | 1                 | 49er FX           |